# A1 (телеканал)
А1 — частный северомакедонский телеканал, вещавший с 1993 по 2011 год.

## История
Телеканал А1 был запущен 22 января 1993 года как первая телекомпания независимой Республики Македонии. Изначально численность персонала составляла 200 человек: техники, репортёры, телеведущие, журналисты, работники маркетинга и руководство. Сетку вещания телеканала составляли различные информационные, культурно-просветительские, развлекательные, документальные и спортивные программы.
Основу канала составляли большие выпуски новостей в 19:00 и 23:00 и малые выпуски новостей в 16:00, а также программы круглых столов, интервью и диалоги. Основным ведущим телеканала была Татьяна Стояновская, ведущая новостных программ. По телеканалу транслировались известные телесериалы: бразильская теленовелла «Клон», американские телесериалы «C.S.I.: Место преступления», «Звёздные врата», «Крутой Уокер», «Отчаянные домохозяйки» и многие другие. Из развлекательных программ показывалась македонская версия телеигры Who Wants to Be a Millionaire? и музыкальное реалити-шоу «Операция „Триумф”».
Долгое время телеканал А1 лидировал в рейтинге наиболее просматриваемых телеканалов Республики Македонии, обходя телеканалы МРТ 1 и МРТ 2 из сети Радио и телевидения Республики Македонии. Этот телеканал освещал события в Македонии 2001 года, однако прекратил выпуски новостей об этом после того, как группа албанских террористов в деревнеи Танушевцы взяла в заложники съёмочную группу телеканала во главе со Снежаной Лупевской.
2 июля 2008 года был запущен телеканал A2, который транслировал преимущественно художественные фильмы и телесериалы (в том числе транслировавшиеся ранее по А1).
31 июля 2011 года канал прекратил вещание по причине банкротства и долгов в размере 30 миллионов евро. Владелец телеканала Велия Рамковский был арестован полицией, ему предъявили обвинения в уклонении от уплаты налогов. Дело до сих пор не закрыто, а Рамковский находится под стражей.